# Richard de Lalonde
Richard de Lalonde (1735-1808) est un artiste pluridisciplinaire français, dessinateur, décorateur, ornemaniste et concepteur de projets de décor de meubles du style Louis XVI,.

## Biographie
Actif entre 1780 et 1796, il fit de nombreux dessins et esquisses, la plupart gravés par Augustin Nicolas Foin et publié par Jacques-François Chéreau. Il a également conçu des meubles avec des ébénistes tels que Guillaume Beneman et Joseph Stöckel.
En insistant sur les parties décorées, les figures de Lalonde mettent en œuvre des formes géométriques variées, adoucies pour des ornements légers : rosaces, lyres, arcs, culots, couronnes feuillagées, perles, guirlandes, grains, rubans, plastes et canaux.
Lalonde a publié à partir de 1780 une série de cahiers d’œuvres diverses, appelés Cahiers de meubles, couvrant un champ très vaste de dessins pour la décoration intérieure à l'usage de la peinture et de la sculpture en ornements. Les gravures, produites par Jean-Baptiste Fay, dans les cahiers, représentent des pieds de meubles, des tables, des lits, des fauteuils, des consoles, des bordures, des candélabres, des vases et des manteaux de cheminée. Le recueil, comme l’auteur a indiqué sur la page de titre, entend être « utile aux artistes et aux personnes qui veulent décorer avec goût ».

## Œuvres exposées
- Beaux-Arts de Paris : Carl Magnusson, Richard de Lalonde (v. 1750 - v. 1800), Projet de lustre, dans: Emmanuelle Brugerolles (éd.), De l'alcôve aux barricades. De Fragonard à David. Dessins de l'Ecole des Beaux-Arts, Paris, 2016, p. 286-287.
- Metropolitan Museum of Art : Collection Lalonde.
- Rijksmuseum Amsterdam : Collection Lalonde.
- Cooper–Hewitt, Smithsonian Design Museum : Collection Lalonde.
- Musée des Beaux-Arts de Houston: Collection Lalonde.

## Galerie

Œuvres de Richard de Lalonde
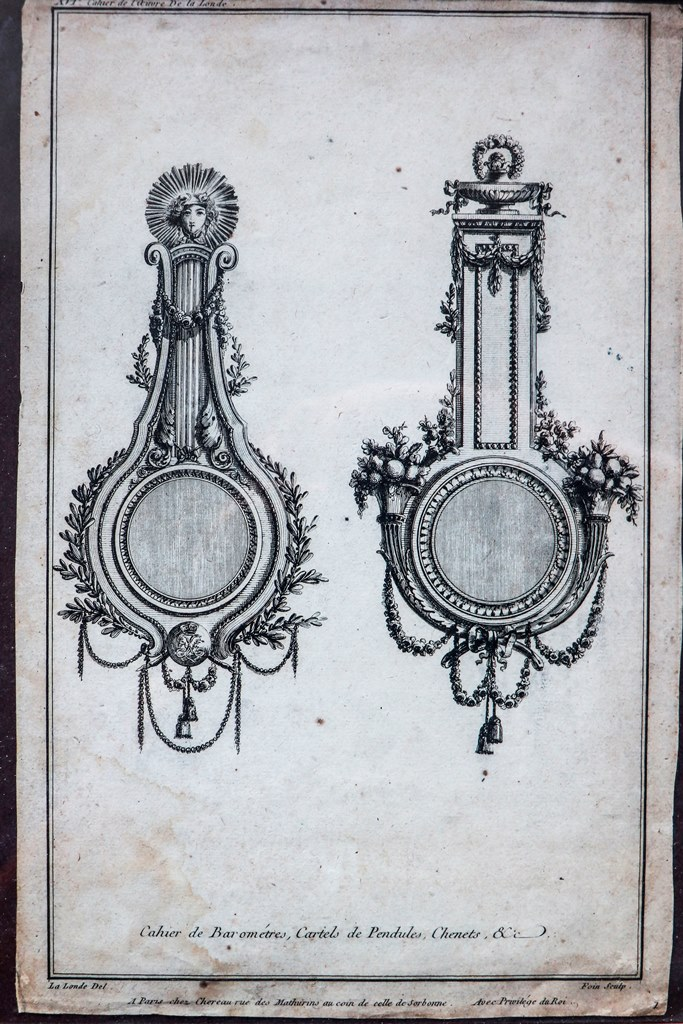
Cahier de Barometres, Cartels de Pendules, Chenets etc.
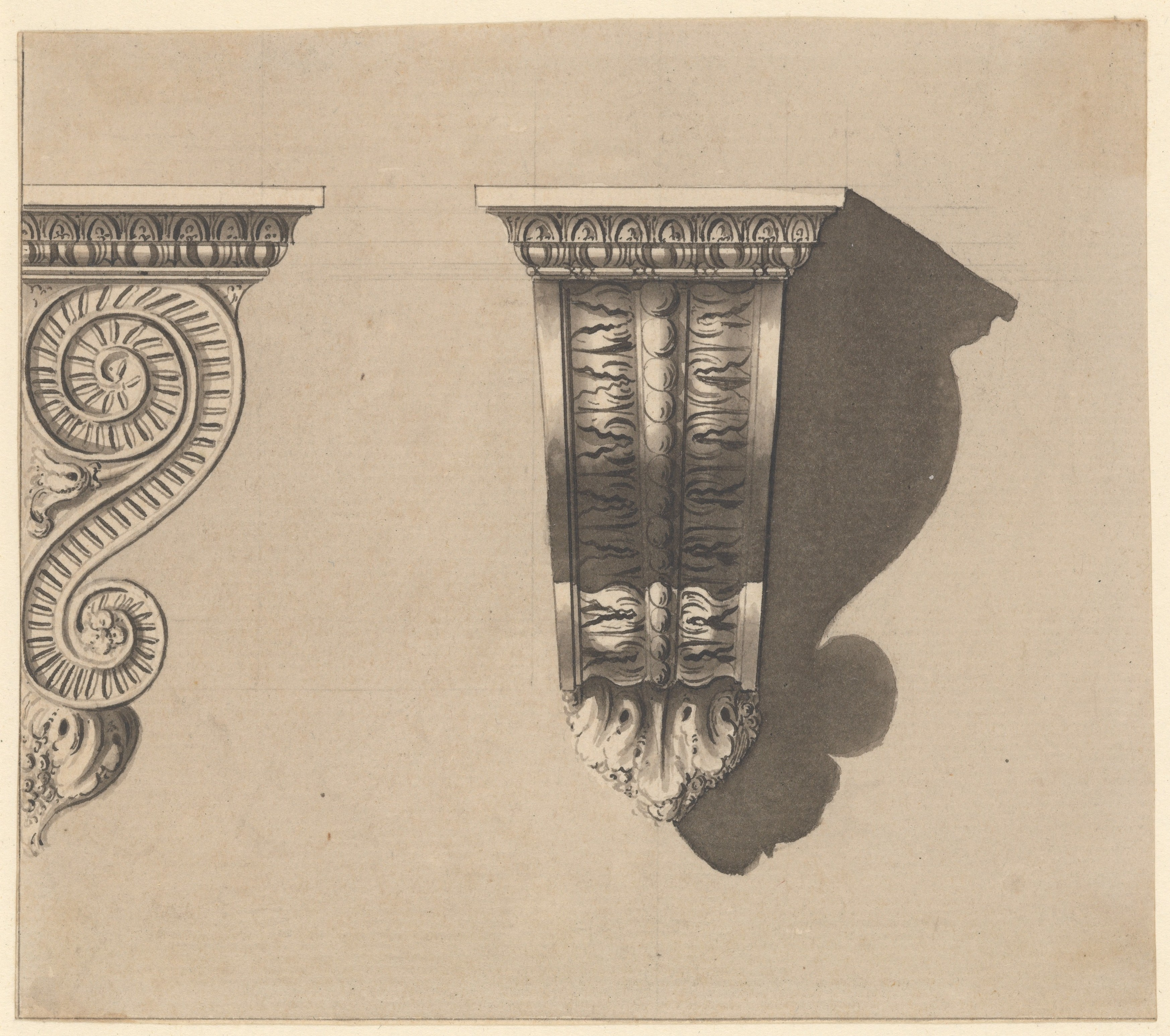
Deux vues d'un support.
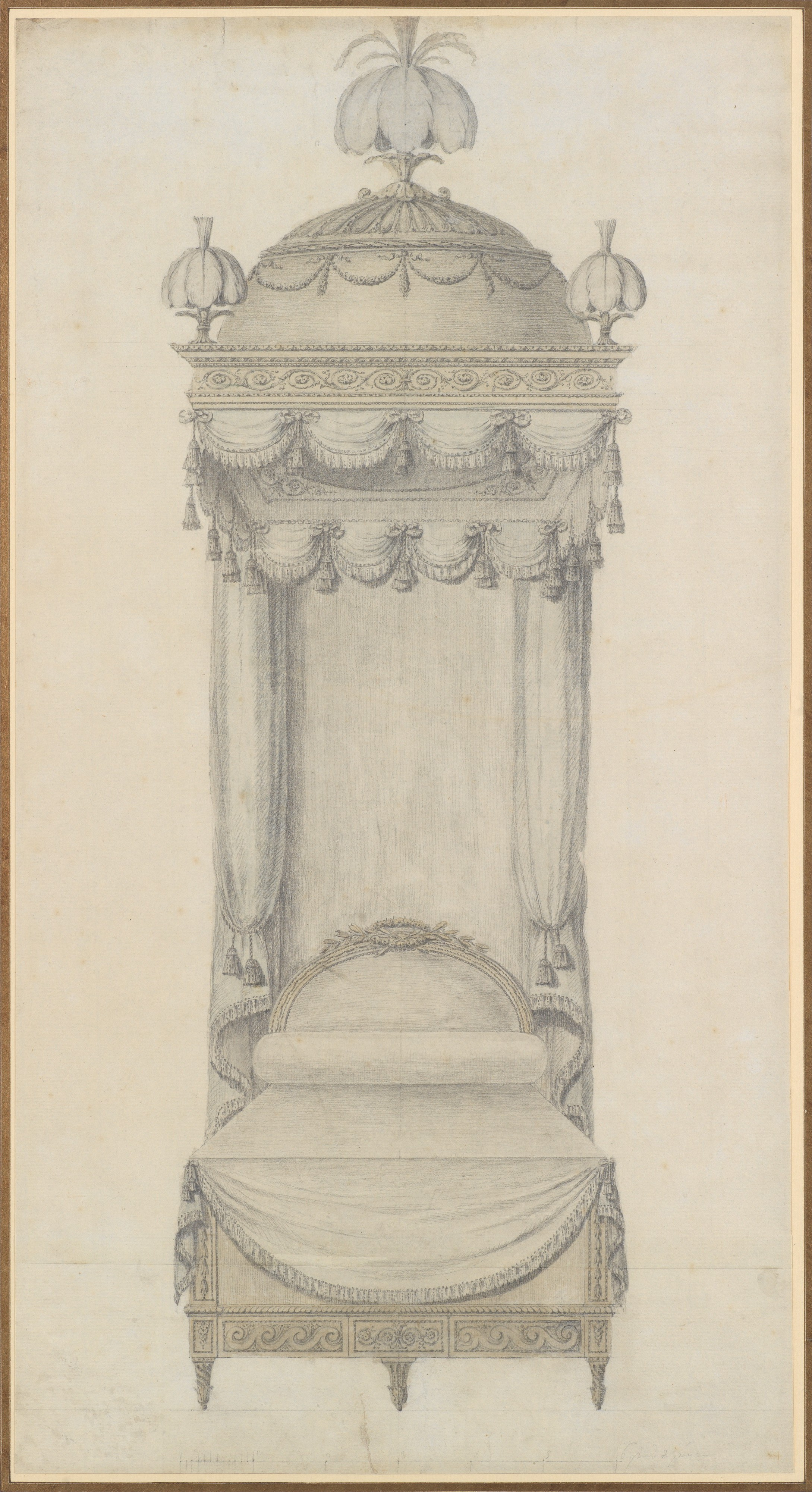
Conception d'un lit.